# Stormester (orden)
 For alternative betydninger, se Stormester. (Se også artikler, som begynder med Stormester)
En stormester er den øverste leder af en frimurerorden eller ridderorden. I nogle ordener benytte(de)s titlen højmester i stedet. Betegnelsen ordensherre ses også. I Odd Fellow Ordenen benyttes titlen Storsire.
 Der er for få eller ingen kildehenvisninger i denne artikel, hvilket er et problem. Du kan hjælpe ved at angive troværdige kilder til de påstande, som fremføres i artiklen.

| Job | Spire Denne artikel om et job eller en stillingsbetegnelse er en spire som bør udbygges. Du er velkommen til at hjælpe Wikipedia ved at udvide den. |